# Incipit Satan
Incipit Satan – piąty album muzyczny norweskiej grupy Gorgoroth. Płyta poświęcona Grimowi, byłemu członkowi grupy, który zmarł z powodu przedawkowania narkotyków. Krążek był nagrywany w Sunlight Studio oraz Polar Studio.

## Lista utworów
| Nr | Tytuł utworu                       | Długość |
| -- | ---------------------------------- | ------- |
| 1. | „Incipit Satan”                    | 4:33    |
| 2. | „World to Win”                     | 3:43    |
| 3. | „Litani til Satan”                 | 4:33    |
| 4. | „Unchain my Heart!!!”              | 4:47    |
| 5. | „An Excerpt of X”                  | 5:50    |
| 6. | „Ein Eim Av Blod og Helvetesild”   | 3:09    |
| 7. | „Will to Power”                    | 4:28    |
| 8. | „When Love Rages Wild in my Heart” | 5:43    |
|    |                                    | 36:46   |

## Skład
- Gaahl - śpiew
- Infernus - gitara
- Tormentor - gitara
- King ov Hell - gitara basowa
- Sjt. Erichsen - perkusja
- Daimonion - występ gościnny (syntezatory)
- Michael Krohn - występ gościnny
- Micky Faust - występ gościnny (śpiew w utworze "When Love Rages Wild in my Heart")